# Oweniidae
Oweniidae (лат.) — семейство морских червей из класса Polychaeta. Живут в трубках из песка и являются избирательными фильтраторами, детритофагами и травоядными.
Члены этого семейства живут в трубках, сделанных из песка и ракушек. Голова червя лишена хоботка, но на её конце есть рот, окаймленный несколькими очень короткими щупальцами. Сегменты тела лишены параподий и представляют собой гладкие удлиненные цилиндры. На небольшой подушечке на брюшной стороне каждого сегмента имеется большое количество крючковатых щетинок. Они имеют два параллельных зуба, напоминающих когти. Эта особенность отличает членов данного семейства от других полихет. Задний конец тела несёт различные придатки у представителей разных родов. Члены семейства уникальны тем, что имеют колоколообразную личиночную стадию, известную как митрарий.

## Классификация
На февраль 2025 года в семейство включают четыре рода:
- Galathowenia Kirkegaard, 1959
- Myriochele Malmgren, 1867
- Myriowenia Hartman, 1960
- Owenia Delle Chiaje, 1844